# بيتر فلدستين
بيتر فلدستين هو مترجم كندي، ولد في 1962.